# MIZU (アルバム)
『MIZU』（ミズ）はMIZUの1枚目のミニアルバム。2020年3月4日にセーニャ・アンド・カンパニーより発売された。

## 概要
ゆず似の19歳（という設定）のジンジンとガンガンからなるデュオ「MIZU」のCDデビュー作品。MIZUは、2020年1月25日から毎週土曜日の夜にトークメインの路上ライブを行っている様子のアニメーション動画をゆずの公式YouTubeチャンネルで生配信しており、今作にはすでに生配信内で披露されていた「水色」「サヨナラチャリ」を含む6曲を収録。いずれもどこかゆずのヒット曲を連想させるタイトルとなっている。
ゆずのアルバム『YUZUTOWN』と同日のリリースとなる。

## 収録曲

### CD
| 全作詞・作曲: ジンジン。 |                    |          |            |      |
| #                        | タイトル           | 作詞     | 作曲・編曲 | 時間 |
| 1.                       | 「サヨナラチャリ」 | ジンジン | ジンジン   | 3:08 |
| 2.                       | 「2時」            | ジンジン | ジンジン   | 3:01 |
| 3.                       | 「水色」           | ジンジン | ジンジン   | 4:04 |
| 4.                       | 「ぶる〜」         | ジンジン | ジンジン   | 1:22 |
| 5.                       | 「5日」            | ジンジン | ジンジン   | 3:10 |
| 6.                       | 「成功のなにがし」 | ジンジン | ジンジン   | 3:39 |
| 合計時間:                | 合計時間:          | 18:24    |            |      |

## 楽曲解説
1. サヨナラチャリ
YouTube Liveにて聴くことができた。
2. 2時
3. 水色
今作のリリースに先駆けて2月14日に配信シングルとしてリリースされていた。
4. ぶる〜
5. 5日
YouTube Liveにて聴くことができた。
6. 成功のなにがし